# Aega platyantennata
Aega platyantennata is een pissebed uit de familie Aegidae. De wetenschappelijke naam van de soort is voor het eerst geldig gepubliceerd in 1993 door Nunomura.